# 蘇格爾派恩 (加利福尼亞州)
蘇格爾派恩（英語：Sugar Pine）是位於美國加利福尼亞州馬德拉縣的一個非建制地區。該地的面積和人口皆未知。

## 地理
蘇格爾派恩的座標為36°26′28″N 119°36′04″W / 36.44111°N 119.60111°W，而該地的平均海拔高度為1291米（即4236英尺）。